# Solenoptilon martynovi
Solenoptilon martynovi (лат.) — вид вымерших сетчатокрылых насекомых из семейства Solenoptilidae (Hemerobioidea).

## Описание
Известен только по отпечаткам переднего крыла, обнаруженным в верхних юрских отложениях Казахстана (Каратау, Карабастауская свита).
Вместе с другими ископаемыми видами, такими как Solenoptilon kochi Handlirsch, 1906, Oligogetes relictum, Ooidia Bode, 1953, являются одними из древнейших представителей полностью вымершего семейства Solenoptilidae. Таксон был впервые описан в 1949 году советским энтомологом О. М. Мартыновой (Martynova O. M. 1949). Однако в 1998 году энтомолог Владимир Макаркин (Биолого-почвенный институт ДВО РАН, Владивосток) высказал мнение, что возможно этот таксон не относится к Solenoptilidae.